# Marija Gusakovová
Marija Ivanovna Gusakovová (rusky Мари́я Ива́новна Гусако́ва; 6. února 1931, Timoškino – 8. května 2022) byla ruská běžkyně na lyžích, která reprezentovala Sovětský svaz.
Je držitelkou tří olympijských medailí, z toho dvě jsou individuální: zlato z desetikilometrového závodu na olympijských hrách ve Squaw Valley roku 1960 a bronz ze stejné disciplíny na hrách v Innsbrucku roku 1964. Má rovněž štafetové stříbro ze Squaw Valley. Jejím nejlepším individuálním výsledkem na mistrovství světa bylo stříbro v závodě na 10 kilometrů z roku 1962. Na stejném světovém šampionátu brala též zlato se štafetou Sovětského svazu a bronz ze závodu na pět kilometrů. Původním povoláním byla švadlena, později vystudovala Leningradskou vysokou školu tělesné kultury (1959). Jejím prvním manželem byl bronzový medailista z olympijských her 1960 v severské kombinaci Nikolaj Gusakov (zemřel v roce 1993). Žila ve vesnici Pargolovo nedaleko Petrohradu.